# Simulium bryopodium
Simulium bryopodium är en tvåvingeart som beskrevs av Mercedes Delfinado 1971. Simulium bryopodium ingår i släktet Simulium och familjen knott.
Artens utbredningsområde är Filippinerna. Inga underarter finns listade i Catalogue of Life.